# Шарлота фон Хесен-Филипстал-Бархфелд
Шарлота Фридерика Катарина фон Хесен-Филипстал-Бархфелд (на немски: Charlotte Friderica Catharina Prinzessin von Hessen-Philippsthal-Barchfeld; * 26 април 1725, Граве, Гелдерланд, Нидерландия; † 9 януари 1798, Бюкебург, Шаумбург, Долна Саксония) от Дом Хесен, е ландграфиня на Хесен-Филипстал-Бархфелд и чрез женитба графиня на Изенбург-Бюдинген във Вехтерсбах.

## Биография
Тя е най-голямата дъщеря и първото дете на ландграф Вилхелм фон Хесен-Филипстал-Бархфелд (1692 – 1761) и съпругата му принцеса Шарлота Вилхелмина фон Анхалт-Бернбург-Шаумбург-Хойм (1704 – 1766), дъщеря на княз Лебрехт фон Анхалт-Бернбург-Хойм (1669 – 1727) и втората му съпруга фрайин Еберхардина Якоба Вилхелмина ван Вееде (1682 – 1724).
Шарлота се омъжва на 9 юни 1765 г. в Майнинген за граф Албрехт Август фон Изенбург-Бюдинген (* 14 април 1717, Вехтерсбах; † 25 ноември 1782, Вехтерсбах), вторият син на граф Фердинанд Максимилиан II фон Изенбург-Бюдинген (1692 – 1755) и първата му съпруга му графиня Албертина Ернестина фон Изенбург-Бюдинген (1692 – 1724). Тя е втората му съпруга. Бракът е бездетен.
Шарлота умира на 9 януари 1798 г. в Бюкебург на 72 години и е погребана в църквата на Вехтерсбах.